# Robert Witzinger
Moritz Robert Witzinger (* 1882 in Kerzers; † 24. März 1930 in Orselina) war ein Schweizer Jurist und Verleger.

## Leben und Werk

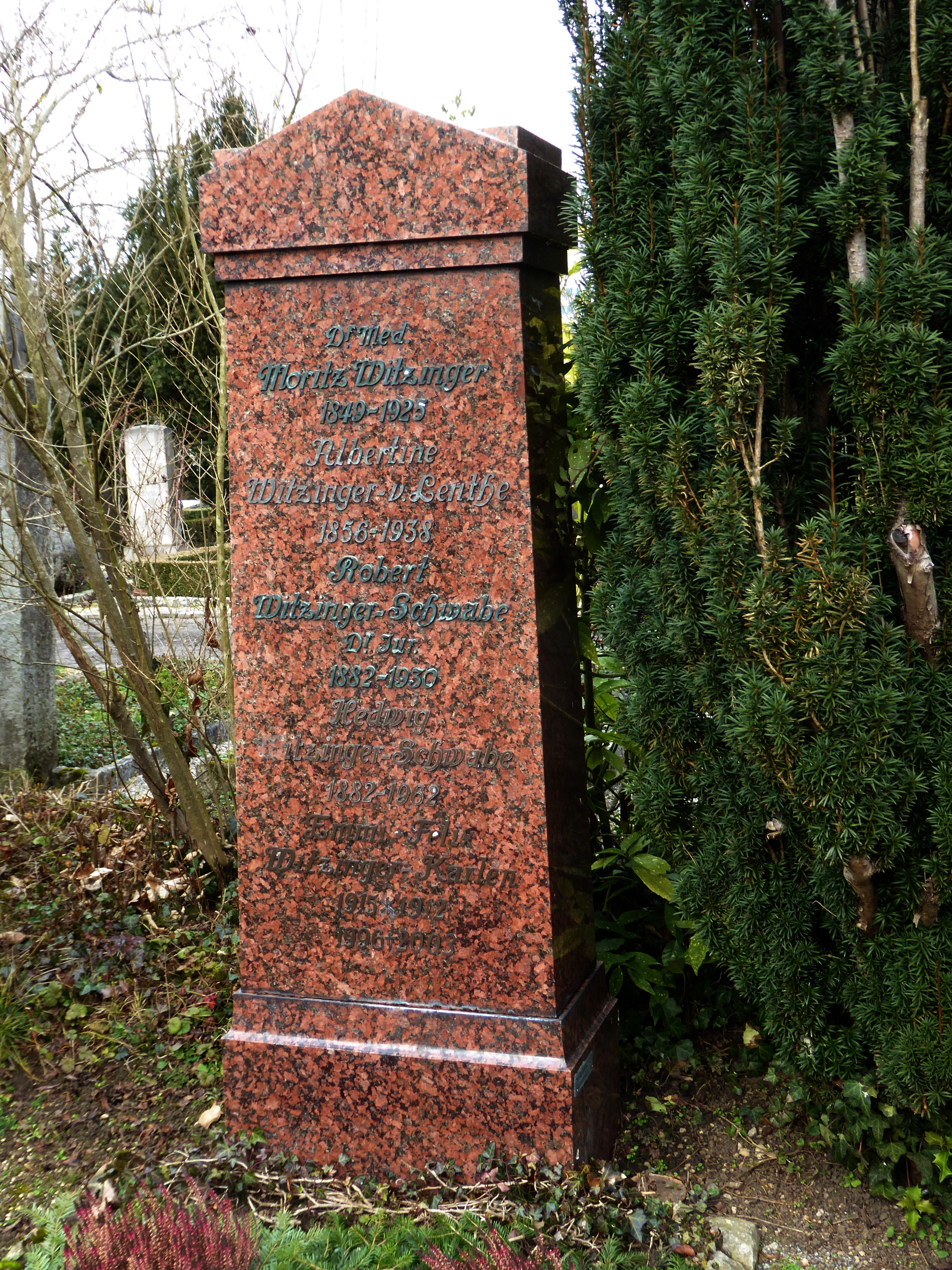
Grabmal entworfen von Isidor Raphael Pellegrini auf dem Wolfgottesacker, Basel

Robert Witzinger besuchte in Basel das Realgymnasium und studierte nach der Matura Jurisprudenz an den Universitäten von Basel, Neuenburg und Leipzig. Er gehörte der Studentenverbindung Schweizerischer Zofingerverein an.
Nach seiner Promotion heiratete er Hedwig (1882–1962), genannt Hedy Schwabe. Ihre Mutter war Anna, geborene Hegar (* 1. Juli 1855; † 17. November 1917). Ihr Vater Hugo Schwabe (* 31. August 1847; † 27. Mai 1899) war der Verleger der National-Zeitung, deren Vorläufertitel die Schweizerische National-Zeitung und der Schweizerische Volksfreund waren.
Das Paar zog nach Zürich, wo er als Anwalt und als Sekretär im dortigen Bauamt arbeitete. Ihre Kinder waren die Juristin Ruth (* 29. Juli 1908; † 20. Oktober 1981) und der Musiker und Pianist Felix (1912–2003).
1914 wurde Witzinger in das Unternehmen der National Zeitung berufen, wo er den Betrieb reorganisierte. Zudem erweiterte er den Wirkungskreis der früher vorwiegend lokal ausgerichteten Zeitung. In der Folge berichtete die Zeitung während des Ersten Weltkriegs verstärkt über das nationale und internationale Weltgeschehen. Ab Dezember 1915 firmierte er im Impressum zusammen mit Rudolf Schwabe als Herausgeber und Verleger.
Witzinger engagierte sich für kurze Zeit im Zentralvorstand der radikal-demokratischen Partei Basel-Stadt, heute FDP. Zusammen mit Hans Hegnauer (1893–1951) gelang es ihm, die Aktienmehrheit der Publicitas A.G. zu erwerben. Im Dezember 1928 wurde Witzinger Vizepräsident und Delegierter des Verwaltungsrats der Publicitas; Hegnauer vertrat die Anteile der Publicitas im Verwaltungsrat der National-Zeitung.
Als Witzinger 1928 mit seiner Sekretärin und Geliebten Anni Lott in einen Verkehrsunfall verwickelt wurde, bat er seinen gleichaltrigen Schulfreund Felix Moeschlin um Unterstützung. Um seine Frau bei einer möglichen Scheidung auszahlen zu können, verkaufte Witzinger ohne ihr Wissen seine Anteile am Unternehmen. In der Folge wurde Anni Lott nach Genf «versetzt», während er als Delegierter des Verwaltungsrats und Generaldirektor der Publicitas vor allem in Genf und später am neuen Geschäftssitz in Lausanne arbeitete.
Noch verheiratet starb Witzinger an der Folge von Abszessen an der Niere und einer damit einhergehenden Blutvergiftung. Seine letzte Ruhestätte fand er auf dem Wolfgottesacker in Basel.